# بيدرو إتورالدي
بيدرو إتورالدي (3 يوليو 1929 - 1 نوفمبر 2020)، هو عازف ومعلم ساكسفون إسباني وملحن.

## روابط خارجية
- بيدرو إتورالدي على موقع IMDb (الإنجليزية)
- بيدرو إتورالدي على موقع ميوزك برينز (الإنجليزية)
- بيدرو إتورالدي على موقع أول ميوزيك (الإنجليزية)
- بيدرو إتورالدي على موقع ديسكوغز (الإنجليزية)